# Saison 1963-1964 de l'USMM Hadjout
 (avril 2014).
Chronologie
Saison précédente Saison suivante
La saison 1963-1964 de l'USM Marengo Cet article traite de la saison 1963-1964 de la USM Marengo. Les matchs se déroulent essentiellement en Division Honneur, mais aussi en Coupe d'Algérie de football. 
Il s'agit de sa deuxième saison depuis l'indépendance de l'Algérie, soit sa douzième saison sportive si l'on prend en compte les dix précédentes qui eurent lieu durant l'époque coloniale.
L'USMMH évolue dans le groupe algérois de la Division d'Honneur. L'USMMH termine quatorzième.

## Compétitions

### Championnat d'Algérie

#### Rencontres de Championnat
| Date              | J  | Adversaire        | Lieu | Résultat | Buteurs pour l'USMMH | Références           |
| 15 septembre 1963 | 1  | RC Arba           | Dom. | -        | -                    | [ Rapport match 1 ]  |
| 22 septembre 1963 | 2  | USM Blida         | Ext. | -        | -                    | [ Rapport match 2 ]  |
| 29 septembre 1963 | 3  | JS Kabylie        | Ext. | 0 - 0    | -                    | [ Rapport match 3 ]  |
| 6 octobre 1963    | 4  | USM Alger         | Ext. | 0 - 6    | -                    | [ Rapport match 4 ]  |
| 13 octobre 1963   | 5  | S. Guyotville     | Ext. | -        | -                    | [ Rapport match 5 ]  |
| 20 octobre 1963   | 6  | JS El Biar        | Dom. | -        | -                    | [ Rapport match 6 ]  |
| 27 octobre 1963   | 7  | CR Belcourt       | Dom. | -        | -                    | [ Rapport match 7 ]  |
| 10 novembre 1963  | 8  | AS Orléansville   | Ext. | -        | -                    | [ Rapport match 8 ]  |
| 17 novembre 1963  | 9  | OM Ruisseau       | Dom. | -        | -                    | [ Rapport match 9 ]  |
| 1er décembre 1963 | 10 | USM Maison-Carrée | Dom. | -        | -                    | [ Rapport match 10 ] |
| 22 décembre 1963  | 11 | MC Alger          | Ext. | -        | -                    | [ Rapport match 11 ] |
| 29 décembre 1963  | 12 | NA Hussein Dey    | Ext. | -        | -                    | [ Rapport match 12 ] |
| 12 janvier 1964   | 13 | ASPTT Alger       | Ext. | -        | -                    | [ Rapport match 13 ] |
| 19 janvier 1964   | 14 | WA Boufarik       | Dom. | -        | [ note 1 ]           | [ Rapport match 14 ] |
| 26 janvier 1964   | 15 | OM Saint-Eugène   | Ext. | * - *    | -                    | [ Rapport match 15 ] |
| 2 février 1964    | 16 | RC Arba           | Ext. | * - *    | -                    | [ Rapport match 16 ] |
| 9 février 1964    | 17 | USM Blida         | Dom. | * - *    | -                    | [ Rapport match 17 ] |
| 16 février 1964   | 18 | JS Kabylie        | Dom. | 1 - 1    | -                    | [ Rapport match 18 ] |
| 1er mars 1964     | 19 | USM Alger         | Dom. | * - *    | -                    | [ Rapport match 19 ] |
| 8 mars 1964       | 20 | S. Guyotville     | Dom. | * - *    | -                    | [ Rapport match 20 ] |
| 15 mars 1964      | 21 | JS El Biar        | Ext. | * - *    | -                    | [ Rapport match 21 ] |
| 22 mars 1964      | 22 | CR Belcourt       | Ext. | * - *    | -                    | [ Rapport match 22 ] |
| 5 avril 1964      | 23 | AS Orléansville   | Dom. | * - *    | -                    | [ Rapport match 23 ] |
| 12 avril 1964     | 24 | OM Ruisseau       | Ext. | * - *    | -                    | [ Rapport match 24 ] |
| 19 avril 1964     | 25 | USM Maison-Carrée | Ext. | * - *    | -                    | [ Rapport match 25 ] |
| 3 mai 1964        | 26 | MC Alger          | Dom. | * - *    | -                    | [ Rapport match 26 ] |
| 10 mai 1964       | 27 | NA Hussein Dey    | Dom. | * - *    | -                    | [ Rapport match 27 ] |
| 17 mai 1964       | 28 | ASPTT Alger       | Dom. | * - *    | -                    | [ Rapport match 28 ] |
| 24 mai 1964       | 29 | WA Boufarik       | Ext. | * - *    | -                    | [ Rapport match 29 ] |
| 31 mai 1964       | 30 | OM Saint-Eugène   | Dom. | * - *    | -                    | [ Rapport match 30 ] |

(*) : Match(s) ayant été reporté(s)

### Algérois
| Rang | Équipe            | Pts | J  | G  | N  | P  | Bp | Bc | GA    |
| ---- | ----------------- | --- | -- | -- | -- | -- | -- | -- | ----- |
| 1    | NA Hussein Dey    | 75  | 30 | 19 | 7  | 4  | 72 | 29 | 2,483 |
| 2    | CR Belcourt       | 75  | 30 | 19 | 7  | 4  | 72 | 24 | 3     |
| 3    | USM Alger         | 74  | 30 | 19 | 6  | 5  | 69 | 23 | 3     |
| 4    | USM Blida         | 72  | 30 | 18 | 6  | 6  | 46 | 28 | 1,643 |
| 5    | MC Alger          | 71  | 30 | 18 | 5  | 7  | 52 | 28 | 1,857 |
| 6    | OM Ruisseau       | 67  | 30 | 15 | 7  | 8  | 46 | 39 | 1,179 |
| 7    | WA Boufarik       | 64  | 30 | 14 | 6  | 10 | 47 | 38 | 1,237 |
| 8    | JS Kabylie        | 61  | 30 | 10 | 11 | 9  | 32 | 36 | 0,889 |
| 9    | JS El Biar        | 59  | 30 | 11 | 7  | 12 | 44 | 43 | 1,023 |
| 10   | USM Maison-Carrée | 59  | 30 | 9  | 11 | 10 | 40 | 41 | 0,976 |
| 11   | OM Saint-Eugène   | 57  | 30 | 8  | 10 | 12 | 31 | 43 | 0,721 |
| 12   | AS Orléansville   | 52  | 30 | 7  | 8  | 15 | 20 | 53 | 0,377 |
| 13   | ASPTT Alger       | 48  | 30 | 5  | 8  | 17 | 28 | 64 | 0,438 |
| 14   | USM Marengo       | 45  | 30 | 6  | 3  | 21 | 21 |    |       |
| 15   | RC Arba           | 40  | 30 | 1  | 8  | 21 | 27 | 74 | 0,365 |
| 16   | S. Guyotville     | 39  | 30 | 2  | 5  | 23 | 16 | 82 | 0,195 |

Promotions
- Promotion en Division Nationale 1964-1965
- Barrage de promotion

#### Résultats
| Résultats (▼dom., ►ext.)                                   | ASO | ASPTT | CRB | JSEB | JSK | MCA | NAHD | OMR | OMSE | RCA | SG  | USMA | USMB | USMM | USMMC | WAB |
| AS Orléansville                                            |     | 1-1   | -   | 0-4  | 0-0 | 0-0 | 0-3  | -   | 1-1  | 1-0 | -   | 0-2  | 0-2  | *-*  | 1-0   | -   |
| ASPTT Alger                                                | -   |       | 1-3 | -    | 1-1 | 1-5 | 1-3  | 1-1 | 0-2  | -   | 1-0 | 2-4  | -    | *-*  | -     | -   |
| CR Belcourt                                                | 3-0 | -     |     | -    | 1-1 | 1-0 | -    | 2-2 | 4-0  | 6-3 | -   | 1-3  | 1-0  | *-*  | 3-1   | -   |
| JS El Biar                                                 | -   | 3-2   | 2-2 |      | 3-0 | 1-1 | -    | -   | -    | -   | -   | 0-0  | -    | *-*  | -     | -   |
| JS Kabylie                                                 | 3-2 | 2-0   | 0-3 | 1-0  |     | 0-0 | 2-1  | 0-0 | 2-2  | 3-1 | 4-0 | 3-1  | 1-1  | 0-0  | 1-1   | 0-4 |
| MC Alger                                                   | 2-1 | 4-1   | 0-4 | 4-1  | 2-0 |     | 5-1  | 2-1 | 1-0  | 5-1 | 5-1 | 3-0  | 2-2  | *-*  | 0-1   | 2-1 |
| NA Hussein Dey                                             | -   | -     | 1-1 | 2-1  | 3-0 | 4-0 |      | -   | 4-2  | -   | -   | 1-1  | -    | *-*  | -     | 2-2 |
| OM Ruisseau                                                | 4-1 | -     | -   | 1-0  | 2-0 | 1-3 | 0-1  |     | -    | -   | 2-1 | 3-2  | -    | *-*  | -     | 1-0 |
| OM Saint Eugène                                            | -   | -     | -   | 0-1  | 0-0 | 1-0 | -    | 2-2 |      | -   | 5-1 | 0-0  | -    | *-*  | 0-0   | -   |
| RC Arba                                                    | -   | 1-1   | -   | 3-4  | 0-2 | 0-2 | 1-3  | 1-3 | 1-3  |     | 2-2 | 0-5  | 2-2  | *-*  | -     | -   |
| S.Guyotville                                               | 0-0 | -     | 1-6 | 0-1  | 0-2 | 0-1 | 0-9  | -   | -    | -   |     | 1-5  | 0-4  | *-*  | -     | -   |
| USM Alger                                                  | 0-0 | 5-0   | 1-0 | 2-0  | 3-2 | 0-0 | 3-0  | 3-0 | 4-0  | 3-1 | 2-0 |      | 2-0  | 6-0  | 4-1   | 2-0 |
| USM Blida                                                  | -   | 4-1   | -   | -    | -   | 0-0 | 1-1  | 0-2 | 3-0  | -   | -   | 0-4  |      | *-*  | 3-1   | -   |
| USM Marengo                                                | *-* | *-*   | *-* | *-*  | 1-1 | *-* | *-*  | *-* | *-*  | *-  | *-* | *-*  | *-*  |      | *-*   | *-* |
| USM Maison Carrée                                          | -   | 2-3   | -   | -    | 1-1 | 2-0 | -    | -   | -    | -   | -   | 1-1  | -    | *-*  |       | -   |
| WA Boufarik                                                | -   | -     | -   | -    | 3-1 | 2-3 | -    | -   | 3-0  | 4-1 | 2-1 | 1-1  | 2-1  | *-*  | -     |     |
| - Victoire à domicile - Match nul - Victoire à l'extérieur |     |       |     |      |     |     |      |     |      |     |     |      |      |      |       |     |